# İzmir Halkapınar Spor Salonu

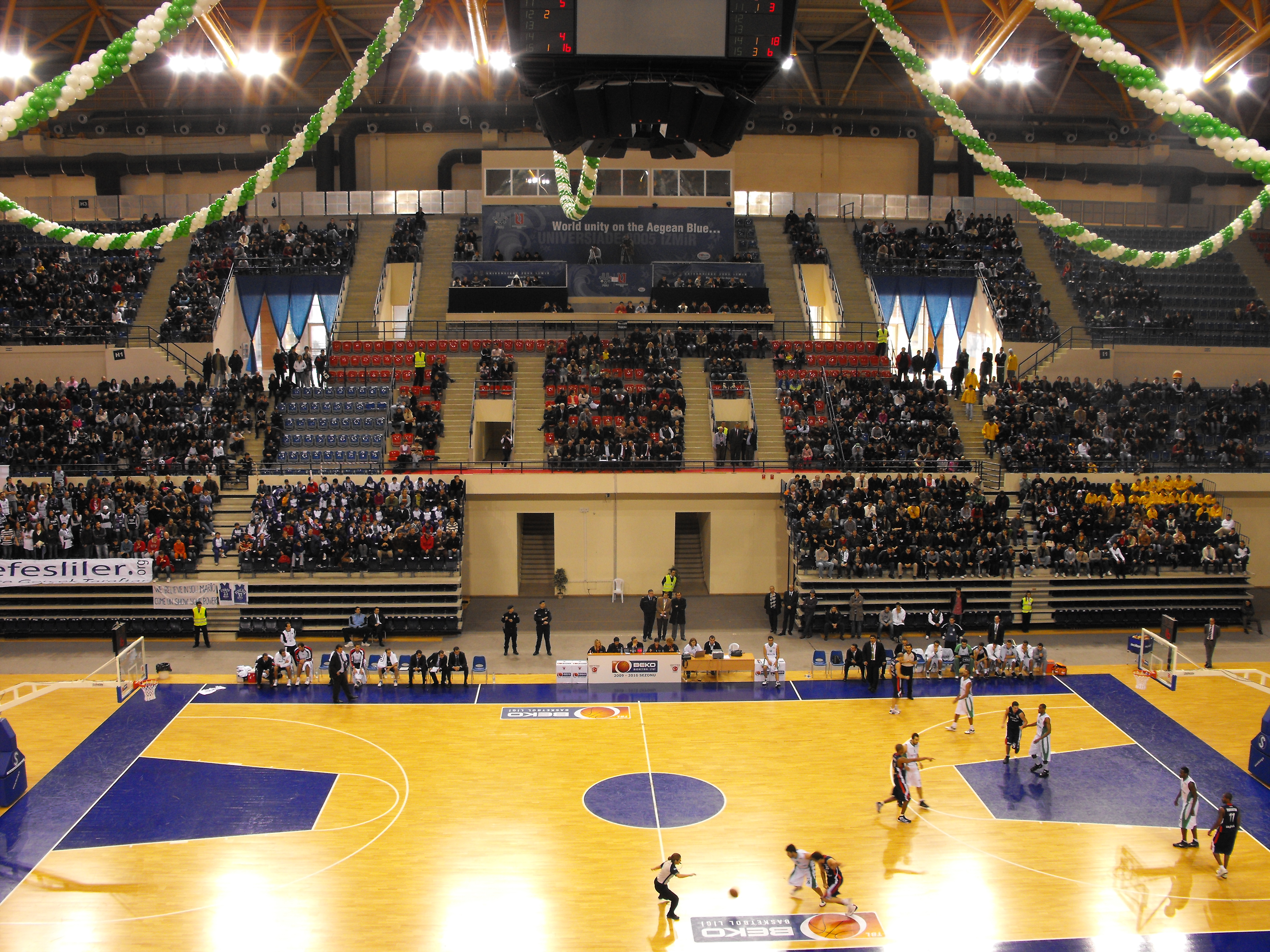
Imagem do Ginásio Ízmir Halkapinar Spor Salonu.

İzmir Halkapınar Spor Salonu é um ginásio multiuso situado na cidade de Esmirna, Turquia. Tem capacidade para 10 000 espectadores e foi sede do Campeonato Mundial de Basquetebol de 2010.